# Gloeoporus cremeoalbus
Gloeoporus cremeoalbus är en svampart som beskrevs av Corner 1989. Gloeoporus cremeoalbus ingår i släktet Gloeoporus och familjen Meruliaceae.   Inga underarter finns listade i Catalogue of Life.